# Graecoanatolica macedonica
Graecoanatolica macedonica is een slakkensoort uit de familie van de Hydrobiidae. De wetenschappelijke naam van de soort is voor het eerst geldig gepubliceerd in 1979 door Radoman & Stankovic.